# Emmanuel Scheffer
Emmanuel Scheffer - em hebraico, עמנואל שפר (Berlim, 1 de fevereiro de 1924 — Ramat Hasharon, 28 de dezembro de 2012) foi um futebolista e treinador de futebol israelense.

## Carreira
Como jogador, não teve grande destaque, tendo atuado por 3 clubes - Pioner Wrocław, Hapoel Haifa e Hapoel Kfar Saba, onde também iniciaria a carreira de técnico, em 1957.
Seu trabalho mais conhecido foi na Seleção Israelense, comandada por ele em 2 oportunidades (1968 a 1970 e 1978 a1980). Conseguiu levar o estado judeu à única Copa de sua história, a de 1970. Treinou, ainda, Hapoel Marmorek Rehovot, Hapoel Ra'anana, Bnei Yehuda, Maccabi Netanya e Beitar Jerusalém.
Morreu em 28 de dezembro de 2012, aos 88 anos de idade, em Ramat Hasharon.